# Шведская модель борьбы с проституцией
Шве́дская моде́ль, также известная как Скандина́вская моде́ль — подход к борьбе с проституцией, впервые принятый в Швеции в 1999 году и позднее распространившийся в других странах. Заключается в запрете проституции, при котором наказываются не  проституированные женщины , а их клиенты мужчины.

## Принятие модели
- 1999: Швеция — Акт о насилии против женщин
- 2009: Норвегия — Закон о покупке сексуальных услуг (норв. Sexkjøpsloven)[3]
- 2009: Исландия[4]
- 2014: Канада — Акт о защите общества и эксплуатируемых людей[5]
- 2015: Северная Ирландия[6]
- 2016: Франция[7]
- 2017: Ирландия — Акт о сексуальных преступлениях[8]
- 2017: Израиль[9]
- 2023: Штат Мэн

Опросы общественного мнения показали, что 70 % населения Исландии поддерживают запрет на приобретение сексуальных услуг.

## Оценка эффективности модели

### Швеция
В 2008 году правительство Швеции создало специальный комитет для проведения расследования, известный как Комитет по расследованию для оценки запрета на покупку секс-услуг, главой которого стала бывшая судья Верховного суда Анна Скархед. Его целью была оценка влияния закона на секс-индустрию с момента его принятия в 1999 году до 2008 года. В соответствии с информацией из отчёта комитета, уличная проституция снизилась наполовину. Полиция сосредоточилась на снижении уровня уличной проституции, в том числе, чтобы повлиять на общественность, так как именно эта форма проституции была наиболее заметной. Позже комитет заявил, что общественное мнение значительно изменилось по сравнению с существующей ситуацией в Норвегии и Дании, и что 70 % населения поддерживало запрет на покупку секс-услуг в Швеции. Однако, комитет добавил, что проституция и торговля людьми — это сложные темы, они зачастую совершаются тайно, вследствие чего исследования носят ограниченный характер, и к любым полученным данным следует относиться с осторожностью.
В 2013 году комитет по правам женщин и гендерному равенству Евросоюза заявил, что «шведское проституированное население — это одна десятая часть соседней Норвегии, где продажа секс-услуг легализована и численность населения меньше. Закон также изменил общественное мнение. В 1996 году 45 % женщин и 20 % мужчин выступали за криминализацию мужчин, покупающих секс-услуги. К 2008 году уже 79 % женщин и 60 % мужчин поддерживали этот закон. Более того, шведская полиция подтверждает, что шведская модель сдерживает торговлю людьми с целью сексуальной эксплуатации». Также сообщалось, что 12,5 % мужчин прибегали к услугам проституток до введения закона в 1999 году, в то время как в 2014 году только 7,7 % мужчин покупали секс-услуги.
В отчете Шведского правительства 2013 года отмечено, что уличная проституция сократилась вдвое за прошедшие 10 лет, но реклама эскортных услуг увеличилась с 304 до 6965 объявлений. Однако в отчёте также указывается, что увеличение объявлений об эскортных услугах не обязательно означает увеличение количества этих услуг.

### Норвегия
Отчёт, проведенный норвежскими властями через пять лет после вступления закона в силу, показал, что шведская модель оказала сдерживающее влияние на проституцию и способствовала становлению Норвегии как страны, менее привлекательной для секс-торговли людьми. Вместе с тем, указанные выводы были поставлены под сомнение некоторыми учёными, ввиду некоторых неопределенностей в данных, используемых в исследовании. В свою очередь, Координационная группа по работе с жертвами торговли людьми в Норвегии (KOM) сообщила, что число выявленных потенциальных жертв торговли людьми в целях сексуальной эксплуатации увеличивалось с каждым годом на протяжении 2007—2012 годов. Поэтому, несмотря на уменьшение количества жертв в 2013 году, их число все ещё было выше, чем в 2007 году. В 2014 году показатель количества жертв опять вырос. В отчёте властей также указано, что полицией не обнаружено каких-либо проявлений роста насилия в отношении людей, занятых в секс-индустрии. Исследования показывают, что рынок уличной проституции сократился на 45-60 % после того, как закон вступил в силу. Данные, позволяющие сделать подобные выводы, тем не менее, по мнению некоторых учёных требовали дополнительного уточнения. В целом, было установлено, что общий уровень проституции сократился на 25 %.
Опросы, проведённые среди проституированных людей, показали изменения среди клиентов после вступления в силу закона. Стало меньше людей младшего возраста, больше представителей среднего класса и иностранцев. Также, как и в Швеции было обнаружено, что отношение к мужчинам, покупающим секс, изменилось, особенно среди молодёжи, разделяющей преимущественно негативное мнение. Опросы также показали, что проституированные женщины могли сильнее бояться выдвигать обвинения против клиентов, проявивших к ним насилие — из-за возможного выселения из помещений, используемых для их деятельности. Подобные выселения могли состояться из-за положений закона, запрещающих извлекать выгоду из деятельности проституток. Арендодатели, сдающие помещения для занятий проституцией, получают с этого соответствующий доход — и полиция может потребовать выселения проституированных женщин, если им станет об этом известно.

### Исландия
В 2009 плата за секс была объявлена вне закона, криминализируя клиентов, в то время как продажа секса оставалась декриминализованной. Новый закон поместил Исландию на один уровень со Швецией и Норвегией. В последние несколько лет в стране растет организованная преступность, в том числе проституция. Отчёт, опубликованный в 2017 Национальным комиссаром исландской полиции, утверждает, что проституция «вспыхнула» в последние 18 месяцев. Подавляющее большинство проституток в стране иностранки. Полиция связывает проституцию в Исландии с организованной преступностью и торговлей людьми, а ее "вспышку" - с активизацией туризма в стране. Страна стала направлением секс-туризма. Считается, что несколько факторов препятствуют полному исполнению закона. Один из них — подозреваемые жертвы торговли людьми отказываются сотрудничать с полицией и отказываются свидетельствовать против своих продавцов. Другой фактор — туризм в Исландии повсеместно существенно вырос за последние несколько лет, повышая требования для проституток. Так как Исландия часть Шенгенской зоны, продавцы легко провозят жертв из более бедных стран ЕС в Исландию и заставляют их оставаться там в течение трех месяцев без официальной регистрации. Более того, отчет также утверждает, что в этом отношении реальных изменений в системе правосудия Исландии еще не произошло. Судебные разбирательства часто проводятся закрыто, не оказывая никакого влияния на репутацию мужчины, пытавшегося купить секс. Выдающиеся штрафы также сравнительно низкие.
Женщины из Восточной Европы, Прибалтики и Южной Америки становятся жертвами сексуальной торговли в Исландию, часто в ночные клубы и бары. Государственный департамент США по контролю за торговлей людьми и борьбе с ней опустило положение Исландии со страны первого уровня до страны второго уровня.

### Сравнение с легализацией
В 2012 исследователи в Германии, Швейцарии и Великобритании изучили эффект легализации проституции на торговлю людьми. Общее заключение — приток торговли людьми вырос и торговля повсеместно не уменьшилась, потому что замена нелегальной проституции легальной не могла компенсировать увеличившееся число проданных людей. Увеличение нелегальной проституции, последовавшее за легализацией проституции, может быть вызвано двумя факторами: нелегальная поставка может выдаваться за легальную, и легализация снижает стигму, связанную с потреблением запрещенных услуг. Пример увеличения проституции после легализации — Дания, в которой объем вырос на 40 % между 2002 и 2009 после ее легализации в 1999. Некоторые исследования в Европе предположили, что торговля людьми ниже в странах, где проституция и ее снабжение нелегальны, и наиболее высока в странах, где она легализована.

## Лоббирование и внедрение шведской модели в различных странах
В международном масштабе шведская модель как поддерживается, так и отвергается различными частями политического спектра, включая феминисток, левых, либералов и правых. Это зависит от общей культуры и отношения к женщинам, травме, сексуальному насилию, торговле людьми и проституции в соответствующей культуре и стране.

### Норвегия
Шведская модель вступила в действие в Норвегии в 2009 году как часть закона Sexkjøpsloven (Закон о покупателях секс-услуг). Она была внесена на рассмотрение в 2008 году при правительстве Йенса Столтенберга, состоящем в Рабочей партии Норвегии. В то время правительственную коалицию формировали Партия Центра (Senterpartiet), Рабочая партия (Arbeiderpartiet) и Социалистическая левая партия (Sosialistisk Venstreparti). Впервые закон был вынесен на обсуждение в 1997 году. В 2000 Норвегия криминализировала покупку секса с лицами, не достигшими 18 лет (закон 76 от 11 августа; ст. 203 Уголовного кодекса). Первоначально высказывались возражения против внедрения данной модели, поэтому Норвегия решила провести оценку законов о проституции в Нидерландах и Швеции с целью прийти к заключению относительно того, какую модель следует принять. Правовые подходы обеих стран были сочтены ошибочными. Однако, в связи с ростом торговли людьми в 2000-х, Норвегия приняла решение попробовать реализовать модель, которая будет сдерживать торговлю людьми в секс-индустрии, и таким образом было решено принять шведскую модель.
Консервативная партия (Høyre), Партия зелёных (Miljøpartiet de Grønne), Либеральная партия (Venstre) и Партия прогресса (Fremskrittspartiet) включили в свои манифесты к парламентским выборам 2013 года пункт об отмене закона о покупке секса, заявив о недостаточной политической поддержке этого закона. Однако, членам этих партий не удалось получить большинство на выборах 2013 года, поэтому закон не был отменен. На парламентских выборах 2017 года им также не удалось получить абсолютного большинства голосов. На данный момент они занимают 80 из 169 мест в парламенте. Партии, имеющие большинство мест в парламенте, а именно Партия Центра, Христианская народная партия (Kristeleg Folkeparti), Рабочая партия и Социалистическая левая партия, выступают за соблюдение закона, что и продолжается по сей день.

### Канада
«Женская коалиция за отмену проституции», общеканадская коалиция женских объединений, стремящихся добиться равенства, ведёт кампанию за то, чтобы положить конец проституции в Канаде. Она сыграла важную роль в лоббировании законодательства, введение которого ожидается в Канаде.

## Оценки
В 2004 году Европейский парламент принял резолюцию, поддерживающую введение в странах — членах Евросоюза шведской модели.
Amnesty International противостоит данному типу законодательства и призывает к его отмене. Объединенная программа ООН по ВИЧ/СПИД поддерживает декриминализацию.
Структура ООН по вопросам гендерного равенства и расширения прав и возможностей женщин (ООН-женщины) сначала отдавала предпочтение декриминализации секс-работы, однако после открытого письма с критикой от 1400 представителей гражданского общества организация сделала публичное заявление о своей новой нейтральной позиции.
В 2020 году Фумзиле Мламбо-Нгкука, исполнительный директор «ООН-женщины», заявила, что в организации убеждены, что все женщины в проституции являются жертвами, независимо от того, как они себя называют, а те, кто выступает клиентами, поддерживают насилие против женщин. Главная цель организации «ООН-женщины», по её словам — предоставить проституированным женщинам альтернативную форму занятости, так как проституция это одна из самых нездоровых и унизительных вещей, которые могут случиться с женщиной.
Некоторые академики спорят о том, что существует недостаточно доказательств, что подобное законодательство действительно уменьшает спрос, другие утверждают, что проституция не уменьшается, а просто уходит в подполье.